# Законний платіжний засіб
Законний платіжний засіб — майно (у формі предмета, зобов'язання, права, найчастіше це національні гроші), обов'язкове за законодавством до прийому для будь-яких (в окремих країнах - тільки боргових і публічних[джерело?]) платежів. Наприклад, в Україні, гривня обов'язковадо прийому на всій території України. Однак у багатьох країнах (Австралія, Великобританія, Канада, США, КНР, країни Єврозони та ін.) законодавство зобов'язує приймати законний платіжний засіб тільки до оплати боргів податків, а не товарів чи послуг.

## Опис
У практичному сенсі це банкноти, монети та безготівкові кошти в національній валюті, що діють на території цієї держави. Положення з бухгалтерського обліку також зобов'язують підприємства враховувати активи та пасиви у національній валюті. У деяких країнах існують обмеження на обов'язкову кількість монет. Так, в Австралії ніхто не зобов'язаний брати монети від 5 до 50 центів, якщо сума платежу перевищує 5 доларів.

## ВУкраїні
В даний час законним платіжним засобом на території України є банкноти та монети Національного банку України - гривня